# فيرنر هاس
فيرنر هاس (بالألمانية: Werner Haas) مواليد 30 مايو 1927 في آوغسبورغ - الوفاة 13 نوفمبر 1956 في نويبورغ آن در دوناو، ألمانيا الغربية، كان متسابق دراجات نارية ألماني فاز ببطولة سباق الجائزة الكبرى للدراجات النارية. نافس في سباقات بطولة العالم لفئة 250 سي سي ولفئة 125 سي سي ولفئة 50 سي سي. كما شارك في كأس جزيرة مان السياحية.

## البطولات
- سباق الجائزة الكبرى للدراجات النارية 1953
- سباق الجائزة الكبرى للدراجات النارية 1954

## النتائج
| المركز | 1 | 2 | 3 | 4 | 5 | 6 |
| النقاط | 8 | 6 | 4 | 3 | 2 | 1 |

(السباقات بالخط المائل تشير لأسرع لفة)
| السنة | الفئة     | الفريق   | 1        | 2        | 3         | 4        | 5         | 6        | 7         | 8         | النقاط | الترتيب | الفوز |
| ----- | --------- | -------- | -------- | -------- | --------- | -------- | --------- | -------- | --------- | --------- | ------ | ------- | ----- |
| 1952  | 125 سي سي | إن إس يو |          | مان -    | هولندا -  |          | ألمانيا 1 | ألستر -  | الأمم 7   | إسبانيا - | 8      | 6       | 1     |
| 1952  | 250 سي سي | إن إس يو | سويسرا - | مان 4    | هولندا -  | بلجيكا - | ألمانيا - | ألستر -  | الأمم 2   |           | 6      | 7       | 0     |
| 1953  | 125 سي سي | إن إس يو | مان 2    | هولندا 1 | ألمانيا 2 | ألستر 1  |           | الأمم 1  | إسبانيا - |           | 30     | 1       | 3     |
| 1953  | 250 سي سي | إن إس يو | مان 2    | هولندا 1 | ألمانيا 1 | ألستر 2  | سويسرا 6  | الأمم 2  | إسبانيا - |           | 28     | 1       | 2     |
| 1954  | 125 سي سي | إن إس يو |          | مان -    | ألستر 4   | هولندا 5 | ألمانيا 2 |          | الأمم -   | إسبانيا - | 11     | 5       | 0     |
| 1954  | 250 سي سي | إن إس يو | فرنسا 1  | مان 1    | ألستر 1   | هولندا 1 | ألمانيا 1 | سويسرا - | الأمم -   |           | 32     | 1       | 5     |